# Coronne
La Coronne est une rivière affluente du Lez. Le cours d'eau traverse deux départements : le sud de la Drôme, et le Vaucluse, dans l'enclave des Papes.

## Communes traversées
De 22,9 km de longueur, la Coronne traverse les six communes suivantes :
- Drôme : Montségur-sur-Lauzon (en face de la confluence), Venterol, Rousset-les-Vignes, Saint-Pantaléon-les-Vignes
- Vaucluse : Valréas, Richerenches (confluence)

## Affluents
La Coronne a huit affluents référencés :
- Ravin de la Boulègue, 1,3 km[2]
- Ravin de Croupis, 1,2 km[3]
- Ravin de la Coquette, 1 km[4]
- Ravin de Saint Pierre, 1,2 km[5]
- Ruisseau du Pègue (rd) 8,3 km[6]
- Ruisseau du Grand Vallat (rg) 8,2 km[7]
- Raille de Saint Vincent, 4,3 km[8]
- Ruisseau de l'Aulière (rd) 7,9 km[9]

Géoportail signale aussi le Canal du Moulin comme un bras droit.

## Aménagements
- Une station d'étude de la qualité des eaux est implantée à Valréas[10].
- Le « Pont du sieur Rigaud » : afin de relier les deux parties de sa propriété, de chaque côté de la Coronne, le sieur Rigaud, demanda une autorisation, avec l'accord de ses voisins de construire un pont. Après l'agrément des Ponts et Chaussées, la préfecture donne son aval en février 1898. Il permet de relier également Valréas, en Vaucluse  à Saint-Pantaléon-les-Vignes, dans la Drôme[11].

## Étymologie
La Coronne est actuellement dénommé sous divers vocable : « rivière la coronne », nom le plus usuel, mais aussi, « torrent de la fosse », « ruisseau la fosse » ou « ravin de chapelut ». La première apparition du terme date de 1170 : « territori quod vocatur Corrona », puis en 1212, « Condaminam de Coronna », tous deux dans le Cartulaire de la commanderie de Richerenches. Coronna (ou couronne) proviendrait du latin Coronius, nom du propriétaire d'un domaine proche du cours d'eau.